# المجلس الأعلى للتخطيط والتنمية العمرانية (مصر)
المجلس الأعلى للتخطيط والتنمية العمرانية هو مجلس تم تشكيلة وفقاً لقرار رئيس الجممهورية رقم 298 لسنة 2008.

## التشكيل
يرأس المجلس رئيس مجلس الوزراء يتكون المجلس من كلاً من:
- وزير الدفاع.
- وزير الدولة للإنتاج الحربي.
- وزير السياحة والآثار.
- وزير الثقافة.
- وزير التخطيط والتنمية الاقتصادية.
- وزير البيئة.
- وزير التنمية المحلية.
- وزير الإسكان والمرافق والمجتمعات العمرانية.
- وزير الزراعة واستصلاح الأراضي.
- وزير التجارة والصناعة.
- رئيس مجلس إدارة الهيئة العامة للتخطيط العمراني.
- مدير المكتب الوطني لتخطيط إستخدامات أراضي الدولة.

بالإضافة إلى عدد من ذوي الخبرة، كان من بينهم:
أ.د. أبوزيد راجح
أ.د. سحر عطية

## الإختصاصات
حدد قانون البناء، اختصاصات المجلس الأعلى للتخطيط والتنمية العمرانية، ونص على أن يباشر المجلس الاختصاصات الآتية:
- إقرار الأهداف والسياسات العامة للتخطيط والتنمية العمرانية والتنسيق الحضارى على المستوى القومى.
- التنسيق بين الوزارات والجهات المعنية بالتنمية العمرانية واستخدامات أراضى الدولة لوضع وتنفيذ المخطط الاستراتيجى القومى.
- إقرار تحديد المناطق ذات القيمة المتميزة، واعتماد الضوابط والمعايير المتبعة في تحديدها وبرامج الحفاظ عليها وأولويات وآليات التنفيذ ومصادر التمويل بناء على عرض الوزير المختص بشئون الثقافة.
- اقتراح وإبداء الرأى في مشروعات القوانين ذات الصلة بالتنمية العمرانية.
- تقويم النتائج العامة لتنفيذ المخطط الاستراتيجى القومى والمخططات الاستراتيجية الإقليمية، وتمكين شركاء التنمية من تنفيذ أدوارهم ومسئولياتهم نحو تحقيق الأهداف القومية.
- اعتماد الأسس والمعايير والدلائل الإرشادية التي يضعها الجهاز القومى للتنسيق الحضارى.
- إقرار تحديد مناطق إعادة التخطيط، واعتماد مخططاتها وبرامج وأولويات وآليات تنفيذها ومصادر التمويل بناء على عرض المحافظ المعنى.
- إقرار واعتماد مخططات وبرامج وأولويات وآليات التنفيذ ومصادر التمويل لمشروعات التنمية العمرانية الجديدة التي يتم إنشاؤها خارج حدود الحيز العمرانى المعتمد للمدينة أو القرية طبقًا للمخططات الاستراتيجية للمحافظات والأقاليم التخطيطية والمعتمدة بالمخطط الاستراتيجى القومى، ويتخذ الإجراءات اللازمة لإصدار قرار إنشائها من رئيس الجمهورية.
- تجميع الاشتراطات الخاصة بالموافقات على التراخيص المنصوص عليها في القوانين والقرارات ذات الصلة من الجهات المختصة بإصدار هذه الموافقات، وإصدار قرار بها لتكون ضمن الاشتراطات الواجب الالتزام بها لإصدار بيان صلاحية الموقع للبناء وإصدار التراخيص، بالإضافة إلى الاشتراطات المنصوص عليها في هذا القانون ولائحته التنفيذية والقرارات ذات الصلة وذلك دون الحاجة إلى الحصول على الموافقات المشار إليها من تلك الجهات عند إصدار التراخيص.